# Игра на вылет (фильм, 2000)
«Игра́ на вы́лет» — российский художественный фильм 2000 года, экранизация повести Юрия Полякова «Небо падших». Дебют в игровом кино в качестве сценариста, режиссёра, актёра и продюсера Константина Одегова.

## Сюжет
Уставший от безденежья начала 1990-х хоккеист провинциальной команды Николай получает совет ехать на Север работать по специальности, указанной в дипломе — добывать нефть. Совет оказался удачным: нефть принесла деньги, офис в Москве, большие связи и сногсшибательную секретаршу. Однако большие деньги вызывают большие страсти, большую любовь и большое предательство.

## В ролях
| Актёр               | Роль              |
| ------------------- | ----------------- |
| Константин Одегов   | Павел Шарманов    |
| Юлия Рытикова       | Катерина          |
| Любовь Полищук      | Галина Дорофеевна |
| Александр Домогаров | Николай           |
| Вячеслав Гришечкин  | Оргиевич          |
| Леонид Окунев       | тренер            |
| Игорь Воробьёв      | Таратута          |
| Сергей Кутьмин      | дядя Ваня         |

## Награды
Фильм участвовал в кинофестивале «Кинотавр», на котором остался без призов. В 2001 году получил приз «Зрительских симпатий» на VII кинофестивале «Литература и кино» в Гатчине.

## Отзывы о фильме
Юрий Поляков:

Константину Одегову удалось найти новый современный киножанр. Я бы назвал его «клип-фильмом». Как известно, все жанры хороши, кроме скучных, а жанр, придуманный Одеговым, захватывающе интересен.